# Чернишов Петро Анатолійович
Петро Анатолійович Чернишов (нар. 14 червня 1968 м. Свердловськ, СРСР) — російський та український топ-менеджер, президент компанії «Київстар» з 2015 по 2018 рік. Ідейний лідер та засновник ГО «Kontora Pi». Указом Президента України Петра Порошенка в серпні 2015 року Чернишову надано українське громадянство. Не відмовився від російського громадянства, має чинний російський паспорт та нерухомість в росії.

## Біографія
Народився 14 червня 1968 році у Свердловську, СРСР.

### Освіта
Середню освіту Петро Анатолійович Чернишов отримав в математичній школі.
Вищу освіту здобув у 1990 році закінчивши механіко-математичний факультет Уральского Державного університету.
У 2000 році — отримав диплом магістра фінансового менеджменту Академії народного господарства в Москві.
У 2001 році — отримав ступінь MBA в Кінгстонському університеті.

### Кар'єра
З 1994 по 1995 роки працював на посаді скарбничого в компанії «Юнайтед Ютілітіз ПЛС» (United Utilities PLC), Велика Британія. З 1996 по 1999 продовжив кар'єру в ABB (Asea Brown Boveri), працюючи в трьох країнах: Італії, Швеції, Росії.
З 1999 року працював в групі BBH: спочатку на посаді бізнес-контролера у Стокгольмі, потім призначений директором з фінансів в Києві, пізніше стає віце-президентом з фінансів пивоварної компанії «Балтика» в РФ.
2003 рік — квітень 2006 року — генеральний директор ВАТ «Вена» (Санкт-Петербург, Росія).
Із серпня 2005 по квітень 2006 — на посаді Віце-президента по фінансах пивоварної компанії «Балтика», м. Санкт-Петербург.
У червні 2006 року — наглядовою радою компанії Carlsberg Ukraine, Чернишов був призначений на посаду генерального директора ВАТ «Пивобезалкогольний комбінат «Славутич» і ВАТ «Львівська пивоварня». Під керівництвом Чернишова компанії вдалося зупинити зниження частки компанії на ринку, а також почати повернення втрачених раніше позицій. Також він займав позицію Президента Карлсберг Східної Європи (6 ринків), під час роботи у 5 з 6 країн відбувся повний поворот шляхом підвищення частки ринку та прибутковості.
В кінці травня 2014 року — призначений на позицію радника в VEON.
25 червня 2014 року — Петро Чернишов був призначеним головним виконавчим директором компанії «Київстар». 25 серпня 2015 р. наглядова рада "Київстару" переобрала Петра Чернишова президентом компанії.
В лютому 2018 — Чернишова призначили головою «VEON Евразія», де він відповідав за бізнес-групи в Україні, Вірменії, Грузії, Казахстані та інших країнах Центральної Азії. В березні 2018 року компанія «Київстар», під час тендеру виграла найбільшу кількість лотів для запуску LTE мережі. Загалом, за часи роботи Петра Київстар повернувся до оператора №1 на ринку, також компанії вдалось на 25% збільшення доходу ARPU протягом 3 років.
20 липня 2018 року — Чернишов завершив свою кар'єру в компанії «Київстар».
В травні 2019 років увійшов до складу наглядової ради VoxUkraine. Пізніше, у вересні того ж року увійшов до складу наглядової ради фармацевтичної компанії "Фармак" .
У січні 2024 року очолив Наглядову раду Київського авіаційного інституту.

## Політика
Чернишов у одному з інтерв'ю заявив про те, що Петро Порошенко будучи присутнім порушив закон, перервавши тендер 4G.За словами менеджера «Коли він зайшов, йшли торги за другий лот, де переміг Vodafone. І ось він зайшов, ми зробили ставку, Vodafone зробив ставку – торги завершилися, й він пішов виступати на сцену. А за третій лот торги ще не починалися, фактично аукціон перервався». Але Петро Чернишов відразу ж після цього інциденту поправив своє висловлювання, заявивши, що тендер на частоти для 4G був проведений чесно, професійно і відкрито.
Під час парламентських виборів 2019 року фінансово підтримав партію "Голос", перевівши їй 500 000 грн та висловив публічну підтримку.

## Нагороди та досягнення
- У 2006 році Чернишов увійшов до десятки найкращих топ-менеджерів України за версією журналу «Компаньйон»[4].
- У 2007 році Петро Чернишов був визнаний найкращим менеджером пивобезалкогольної галузі за версією щорічного рейтингу «ТОП-100. Найкращі топ-менеджери України»[5].
- У 2008 році Петро Чернишов увійшов до списку фіналістів конкурсу «Підприємець року 2008» компанії Ernst & Young.
- У 2013 році увійшов до трійки найкращих менеджерів за версією Forbes Україна. На той момент його річний дохід оцінювався в суму близько 500 тисяч доларів США без урахування бонусів[14][5].

## Сімейний стан
Одружений, має троє дітей.